# Groupe radical-socialiste
 (juin 2021).
Si vous disposez d'ouvrages ou d'articles de référence ou si vous connaissez des sites web de qualité traitant du thème abordé ici, merci de compléter l'article en donnant les références utiles à sa vérifiabilité et en les liant à la section « Notes et références ».
Le groupe radical-socialiste est un groupe parlementaire actif entre 1892 et 1958, sous les Troisième et Quatrième Républiques françaises. Ayant connu différentes dénominations durant son existence, il regroupe les députés des mouvances radicale et radical-socialiste.

## Historique

### 1892-1914: aile gauche de la famille radicale
À la fin du XIXe siècle, le groupe de l'Extrême gauche qui regroupait à son origine des républicains radicaux dits « intransigeants » (issus de l'Union républicaine) et des socialistes indépendants, donne naissance à l'idéologie radicale-socialiste. Celle-ci consiste à marier les idées républicaines radicales (plutôt étatistes) à certaines positions socialistes, encore révolutionnaires à cette époque. Les radicaux-socialistes représentent alors l'aile gauche du camp républicain.
Le groupe est créé une première fois en mars 1892, sous le nom de « groupe républicain radical-socialiste », par des anciens députés de l'Extrême gauche, avant de revenir à sa dénomination initiale en 1893. C'est en 1895 que le groupe d'Extrême gauche se fond définitivement dans le « groupe radical-socialiste », en soutien au premier gouvernement entièrement composé de radicaux et dirigé par Léon Bourgeois.
Avec l'arrivée de députés socialistes (issus du Parti ouvrier français, de la Fédération des travailleurs socialistes de France…), les députés radicaux-socialistes se retrouvent poussés peu à peu vers le centre de l'hémicycle. Le groupe représente, à l'aube du XXe siècle, la gauche française, située entre les socialistes réformistes et le groupe de la gauche radicale, avec lequel il forme la coalition du Bloc des gauches en 1899 (rejoint par les républicains de gauche, l'aile pro-Dreyfus des modérés). 
Après les élections législatives françaises de 1898, le groupe comprend une dizaine de nationalistes qui sont expulsés en décembre de la même année. Malgré les divisions sur l'attitude à adopter face au gouvernement Pierre Waldeck-Rousseau, dont l'origine méliniste crispe les radicaux, ils votent la confiance dans ce gouvernement, à l'exception de Camille Pelletan, Gustave Mesureur et Louis-Lucien Klotz qui démissionnent du groupe jusqu'à l'appel de Léon Bourgeois et de la franc-maçonnerie à soutenir le gouvernement ouvertement à l'automne. Cela ouvre la voie à l'unification des radicaux. 
En 1901 est créé le Parti républicain, radical et radical-socialiste, qui souhaite rassembler tous les élus du radicalisme afin de peser face à la structuration de la droite républicaine issue du rapprochement entre l'aile conservatrice des républicains modérés et de royalistes ralliés aux idées républicaines à la suite de l'affaire Dreyfus. Avec les élections de 1902, le groupe radical-socialiste devient la première force du Bloc des gauches.
Une première crise traverse le groupe à la suite de l'élection manquée de Fernand Dubief au poste de vice-président de la Chambre en janvier 1904. La majorité des membres, en désaccord avec la stratégie de leurs dirigeants, forme le groupe de la « Gauche radicale-socialiste ». Les minoritaires constituent le groupe de « l'Extrême gauche radicale-socialiste » avant de rejoindre la GRS à l'issue des élections de 1906.
L'unité des radicaux et radicaux-socialistes à la Chambre des députés n'est effective qu'après les élections législatives de 1914, les élus ayant eu jusqu’alors la liberté de siéger soit dans le groupe de la gauche radicale-socialiste soit dans celui de la gauche radicale. Après 1914, ce dernier accueille les radicaux indépendants, qui pour diverses raisons n'ont pas voulu rejoindre le Parti radical-socialiste, ou d'autres qui l'ont quitté au nom du refus des alliances avec les socialistes sans toutefois adhérer formellement à l'Alliance démocratique.

### 1914-1940: principale force de laIIIeRépublique
À partir de 1914, il est l'unique groupe des députés du Parti républicain, radical et radical-socialiste, dont les plus modérés siégeaient jusque-là au sein du groupe de la gauche radicale. Durant l'entre-deux-guerres, il est le principal groupe parlementaire et soutient l'ensemble des gouvernements qui se succèdent entre 1924 et 1940.

### 1945-1958: un groupe charnière de laIVeRépublique
Refondé en 1945, le groupe ne retrouve pas son importance passée mais a un rôle de charnière durant la Quatrième République, au côté du groupe de l'Union démocratique et socialiste de la Résistance.
En 1958, avec l'instauration de la Cinquième République, les députés du Parti radical se retrouvent au sein de la Formation administrative des non-inscrits, avant de constituer, avec d'autres députés de centre-gauche, le groupe de l'Entente démocratique.

## Évolution
| Chambre             | Année     | Nom                                                     | Nombre de députés | Évolution |
| ------------------- | --------- | ------------------------------------------------------- | ----------------- | --------- |
| Chambre des députés | 1892      | Républicain radical-socialiste (RRS)                    | 49                | –         |
| Chambre des députés | 1895      | Radical-socialiste (RS)                                 | 30                | –         |
| Chambre des députés | 1898      | Radical-socialiste (RS)                                 | 104               | 74        |
| Chambre des députés | 1902      | Radical-socialiste (RS)                                 | 115               | 9         |
| Chambre des députés | 1904      | Gauche radical-socialiste (GRS)                         | 85                | 30        |
| Chambre des députés | 1906      | Gauche radical-socialiste (GRS)                         | 139               | 54        |
| Chambre des députés | 1910      | Républicains radicaux-socialistes (RRS)                 | 150               | 11        |
| Chambre des députés | 1914      | Parti républicain radical et radical-socialiste (PRRRS) | 172               | 22        |
| Chambre des députés | 1919      | Parti radical et radical-socialiste (PRRS)              | 86                | 86        |
| Chambre des députés | 1924      | Radical et radical-socialiste (RRS)                     | 139               | 53        |
| Chambre des députés | 1928      | Républicain radical et radical-socialiste (RRRS)        | 125               | 14        |
| Chambre des députés | 1932      | Républicain radical et radical-socialiste (RRRS)        | 160               | 35        |
| Chambre des députés | 1936      | Républicain radical et radical-socialiste (RRRS)        | 110               | 50        |
| Constituantes       | 1945      | Radical et radical-socialiste (RRS)                     | 29                | –         |
| Constituantes       | juin 1946 | Radical et radical-socialiste (RRS)                     | 32                | 3         |
| Assemblée nationale | nov. 1946 | Républicain radical et radical-socialiste (RRRS)        | 43                | –         |
| Assemblée nationale | 1951      | Républicain radical et radical-socialiste (RRRS)        | 74                | 31        |
| Assemblée nationale | 1956      | Républicain radical et radical-socialiste (RRRS)        | 58                | 16        |